# Дистрибуція (логістика)
Дистрибу́ція або Дистриб'юція (англ. distribution) —  це поняття у логістиці, іноді позначається як дистрибуційна / розподільча логістика,  яке означає комплекс взаємопов'язаних функцій, які реалізуються в процесі розподілення матеріального потоку між різними, як правило, гуртовими покупцями. Таким чином, розподільча логістика, або фізичний розподіл — це діяльність, пов'язана з отриманням продукції, її зберіганням до моменту отримання замовлення і наступної доставки до клієнтів. До дистрибуції доцільно застосовувати методи управління ланцюгом поставок.
Також дистрибуція є важливим поняттям маркетингу, де розглядаються проблеми забезпечення оптимального руху товару каналом розподілу до кінцевого споживача. Згідно з сучасною концепцією маркетингу дистрибуція є одним з елементів маркетинг-міксу, в якому її називають місце (place) або розповсюдження чи товаропросування.

## Система дистрибуції
Система дистрибуції — складна економічна система, яка
об’єднує в своєму складі виробника готової продукції та різноманітних посередників, які на договірних засадах (на основі дистриб’юторського договору) спільно здійснюють маркетингову, комерційну, логістичну діяльність з переміщення продукції до кінцевого споживача і її продажу  відповідно до стратегії суб’єкта господарювання – організатора такої системи з дотриманням встановлених ним умов продажу, цін продажу, стандартів обслуговування і під його контролем.
Система дистрибуції основана на поєднанні в процесах збуту готової продукції таких основних
складових, як: 
- стратегія поведінки підприємства (організатора системи дистрибуції) на ринку, зокрема – стратегія маркетингового розподілу, концепція організації системи дистрибуції тощо;
- партнерство з комерційними посередниками, які на договірній основі об’єднуються в канали розподілу;

Ринок посередників — торгова діяльність організацій, фірм і інших юридичних осіб, що полягає в придбанні товарів і послуг з метою їхнього наступного перепродажу. Предметом продажу є як реальний товар, так і документ на товар і послуги. Організаційно ринок посередників функціонує як біржі, аукціони, ярмарки, торги. 
- ціноутворення, яке має ґрунтуватися на єдиних для всіх учасників каналів розподілу продукції підходах і передбачати справедливе і прозоре встановлення не лише роздрібної ціни, але й цін перепродажу у всьому каналі збуту;
- логістика, яка має бути ефективною для забезпечення  фізичного руху товару (обслуговування замовлень, транспортування, утримування складів, утримування запасів і забезпечення наявності всього заявленого асортименту товарів);
- аналіз і контроль, насамперед – контроль за роздрібними цінами, контроль наявності товарів у місцях продажу, контроль якості подання товару в кожному пункті продажу, контроль і аналіз діяльності партнерів виробничого підприємства з погляду дотримання домовленостей, стандартів обслуговування, недопущення внутрішньосистемної конкуренції, демпінгування, завдавання шкоди іміджу товаровиробника тощо, а також аналіз дій конкурентів.

## Канали розподілу
Канали розподілу (збуту), маркетингові канали — це сукупність фірм чи окремих осіб, залучених до процесу переміщення товару від виробника до споживача. Учасниками каналів є посередники, які перебирають на себе або сприяють переданню права власності на товари у ланцюгу постачання від виробника до споживача.
Горизонтальні маркетингові системи — схема побудови каналу розподілу, за якої дві або більше компанії одного рівня узгоджують свої умови, щоб освоювати нові маркетингові можливості.
Комбіновані маркетингові системи — багатоканальні системи розподілу, коли яка-небудь фірма формує два або більше канали розподілу, щоб охопити два або більше сегмента ринку. При цьому, для того щоб доставити товари фірми споживачеві, використовують безліч прямих і непрямих підходів.

### Тип системи розподілу
Кількість і тип посередників у каналі розподілу визначається типом системи розподілу. У маркетингу розроблено три підходи до вирішення цієї проблеми: інтенсивний розподіл, ексклюзивний розподіл і селективний розподіл.
Інтенсивний розподіл передбачає забезпечення запасами продукції якомога більшої кількості торгових підприємств.
Ексклюзивний розподіл передбачає навмисно обмежену кількість посередників, які торгують даною продукцією в межах Збутових територій.
Селективний розподіл – це дещо середнє між методами інтенсивного та ексклюзивного розподілу. Селективний розподіл дозволяє виробнику досягти необхідного охоплення ринку за умови більш жорсткого контролю і з меншими витратами, ніж при організації інтенсивного розподілу.
Для підвищення ефективності збуту продукції та з метою економії засобів організації часто використовують багатоканальні системи розподілу продукції.

### Параметри каналу розподілу
1. Довжина каналу розподілу визначається кількістю рівнів посередників, які утворюють лінійний ланцюг передачі прав власності та фізичного переміщення товару від виробника до кінцевого споживача.
Канал розподілу нульового рівня: виробник → споживач
Однорівневий канал розподілу: виробник → роздрібний посередник → споживач
Дворівневий канал розподілу: виробник → гуртовий посередник → роздрібний посередник → споживач
Трирівневий канал розподілу: виробник → гуртовий посередник → дрібногуртовий посередник → роздрібний посередник → споживач
2. Потужність каналу розподілу визначається кількістю продукції, яка проходить через канал.
3. Ширина каналу розподілу характеризуються кількістю посередників на будь-якому рівні переміщення продукції.
4. Потоки каналу розподілу - взаємодії, які виникають між виробником та кінцевим споживачем. Існують такі потоки: 
- матеріальний потік;
- потік прав власності;
- потік платежів;
- інформаційний потік;
- потік засобів просування.

## Процес руху товару
Рух товару — комплекс логістичних операцій з фізичного переміщення товару від завершення виробничого циклу до кінцевого споживача.

### Складська переробка
Ключовим у системі дистрибуції є комплектація вантажів до клієнтів. Ці операції можуть здійснюватись за системою борт-до-борту (крос-докінгу), або на звичайному складі. Склади в системі дистрибуційної логістики часто називають дистрибуційними центрами.

### Продаж
Важливим фактором дистрибуції є факт продажу. Продаж товару в дистрибуції може здійснюватись двома основними способами: звичайним чи попередньо.
Звичайний продаж — це система продажу, за якого водій є продавцем товару, всі види продукції завантажені в машину доставки, водій їде за визначеним маршрутом і продає те, що в нього завантажене.
Попередній продаж — це система продажу, за якої торговельний представник здійснює візити до клієнтів за визначеним маршрутом, приймає замовлення, замовлені товари завантажуються в автомобіль доставки, і водій здійснює доставку того, що вже було попередньо продано.

### Доставка товарів
Процес доставки, або фізичного розподілу включає в себе такі етапи: створення замовлення, розгляд (оцінка) замовлення, диспетчеризація, підготовка й комплектація вантажу, перевірка й облік завантаження, доставка й мерчандайзинг, закриття маршруту (контроль виконання доставки, обліку).
Слід особливо зазначити необхідність розрізнення маршруту продажу й маршруту доставки. У свою чергу доставочний маршрут — це схема руху транспортного засобу з порядком заїздів до клієнтів.
Також розрізняють два типи доставки: «свій за своїм» та «один за всіх».
Система доставки «свій за своїм» — це система роботи за якої існує більш-менш чітка прив'язка між торговельним представником і водієм, коли маршрут переміщення автомобіля доставки відповідає маршруту руху торговельного представника.
За системи «один за всіх» маршрут доставки складається на основі показників ефективності: тривалості маршруту, завантаженості автомобілів, кількості заїздів на маршрут. Водій доставки може здійснювати доставку для більш ніж одного торговельного представника, або навпаки.
Останнім часом особливу увагу працівників дистрибуційної логістики привертають питання правильної маршрутизації та сегментації клієнтів. Причина проста — зростання цін на пальне, та вартості доставки, правильно складений маршрут для правильно підібраного розміру вантажівки, яка йде до відповідного типу клієнтів є дуже важливою.
Найпростіші правила маршрутизації:
- Групування до однієї машини доставки до клієнтів, які знаходяться ближче один до одного;
- Початок маршруту з найдальшої точки;
- Використання кільцевих маршрутів — без перетинів;
- Розписування доставки у найбільші машини насамперед;
- Забирання зворотних вантажів відразу — без додаткових заїздів;
- Якщо пункти поставки розташовані далеко одна від одної — використання двох машин.